# Krasíkov (stacja kolejowa)
Krasíkov – stacja kolejowa w miejscowości Krasíkov, w kraju pardubickim, w Czechach Znajduje się na wysokości 340 m n.p.m.
Na stacji nie ma możliwości zakupu biletów, obsługa podróżnych odbywa się w pociągu.

## Linie kolejowe
- 270 Česká Třebová - Přerov - Bohumín